# サルオガセモドキ
サルオガセモドキ（学名：Tillandsia usneoides）は、樹上から垂れ下がる灰緑色の植物である。遠目にはサルオガセに似て、またコケ類にも見えるが、パイナップル科ハナアナナス属のれっきとした顕花植物である。

## 概説
パイナップル科の植物は、多くがしっかりした葉を根出状、ややロゼット状に付け、その中心から花穂を高く伸ばす。花の派手で美しいものも多い。だが、本種は外見上は全く異なり、糸がもつれたような姿で樹枝上から垂れ下がり、全体の長さは5mにも達することがある。そのために外見がサルオガセに似て見え、またコケ類にも見える。これは個々には数センチしかない葉を数枚つけた株が垂れ下がるランナーで無性増殖していった結果の姿である。花は咲くが地味で目立たない。
北米南部から南米にかけての広い地域に見られ、樹上に着いて垂れ下がる姿は遠目にもはっきり分かり、独特の景観を作る。園芸用にも用いられ、またクッションなどにも使われる。最近では大気汚染などの生物指標としての利用も行われる。

### 名前について

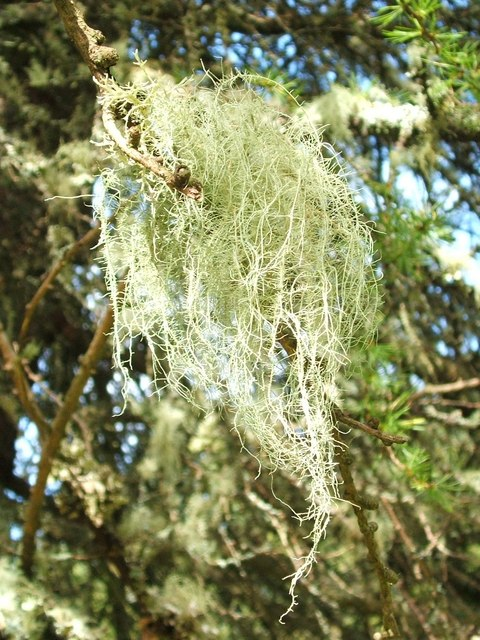
サルオガセ属の１種
Usnea subfloridana

種小名は樹上から垂れ下がる地衣類であるサルオガセ属 Usnea により、これに似て異なるとの意である。これは遠目の外見がよく似ることに基づく。和名のサルオガセモドキもこれによる。
英語圏では Spanish moss （スペインのコケ）が広く使われる。日本語の文献でもそのまま仮名書きにしたスパニッシュモス、あるいは希にこれの直訳であるスペインゴケを使う例がある。英語名としては他に Long moss 、Black moss graybeard、oldman's beardなども使われる。何故スペインなのかという点については小山(1978)はスペイン人がこの植物をヨーロッパにもたらしたからではないかと述べている。
日本の園芸業界においては、学名からチランジア・ウスネオイデスやウスネオイデスとも呼ばれる。

## 特徴

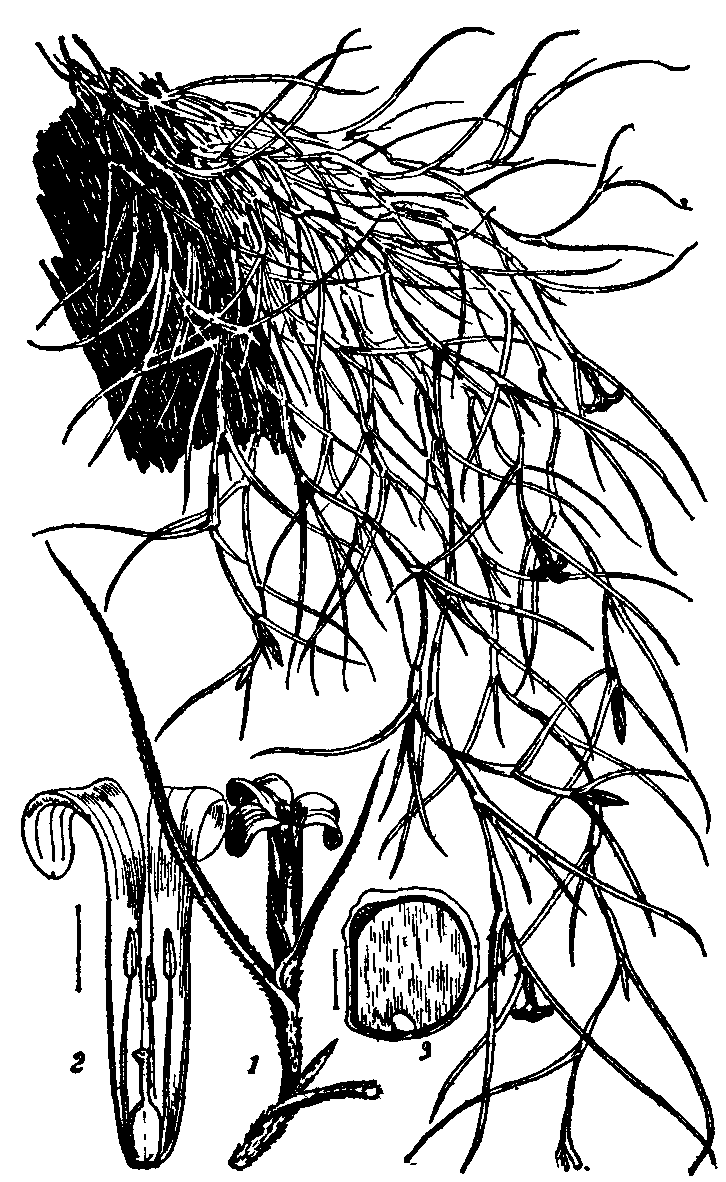
図版

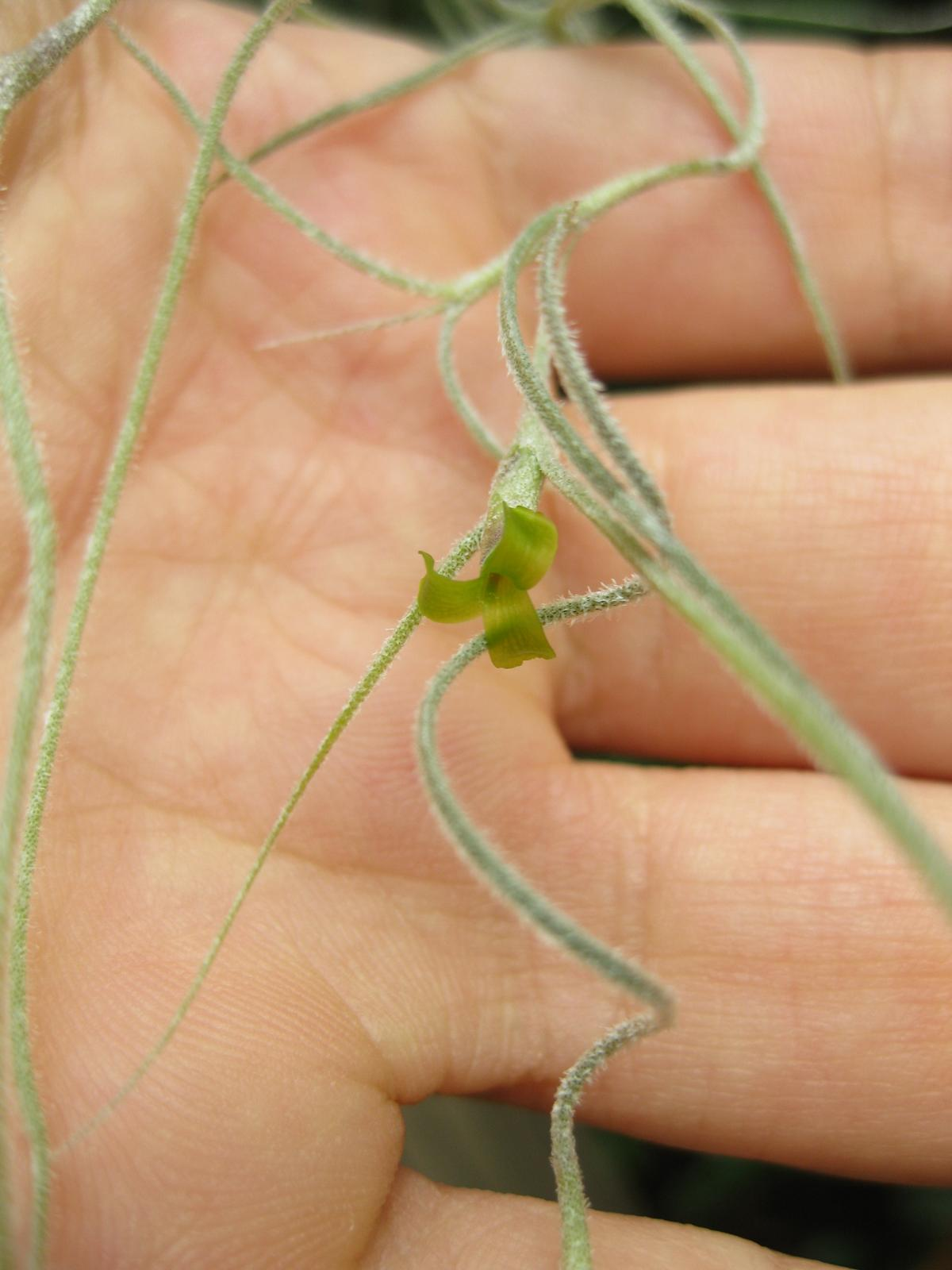
開花中の植物体

垂れ下がる着生植物。個々の植物体は小さいが互いに連なって垂れ下がり、全体では7-8mに達することもある。根は退化して全くないか、時にごく短く存在する。茎は糸状で径1mm以下。葉は線形で、長さ3-5cm、径1mm以下、やや湾曲して2列性に生じ、その表面は灰白色の鱗片で覆われる。葉鞘は楕円体で長さ8mmほど。
葉は幅の割りに厚みがあり、その断面はほとんど円柱状である。表皮細胞は特に肥厚した細胞壁を持たない。内部には維管束が3本走り、その周囲は厚壁の繊維細胞層に包まれている。それ以外の部分は海綿状組織のように細胞間に空間がある。水を取り込む器官である鱗は表面全部を覆っている。
花序には単独の花のみをつけ、花の柄はない。花苞は卵形で鱗片があり、萼片より短い。萼片は先端が尖った狭卵形をしており長さ7mmで、質は薄くて脈があり、基部で少しだけ互いに癒合する。花弁は狭長楕円形で先端は丸く、淡い黄緑色から青色で長さ9-11mm。雄蘂は花冠の内側の深い位置にあり、雌しべは先端が花冠から伸び出すこともある。蒴果は円柱形で長さ25mmまで。
開花は夏に見られ、4日ほど開花し、香りがあって訪花昆虫を集める。果実が裂けて種子が出るのは次の冬季になり、種子には1-2cmの綿毛があって、パラシュートのように種子散布に与る。この綿毛には小さな逆棘が付いており、これが荒れた肌の樹皮などに引っかかるようになっている。発芽したものは根のような固着器を有するが、植物体の成長に連れてすぐに枯れて乾き、成長した植物体は根を持たない。

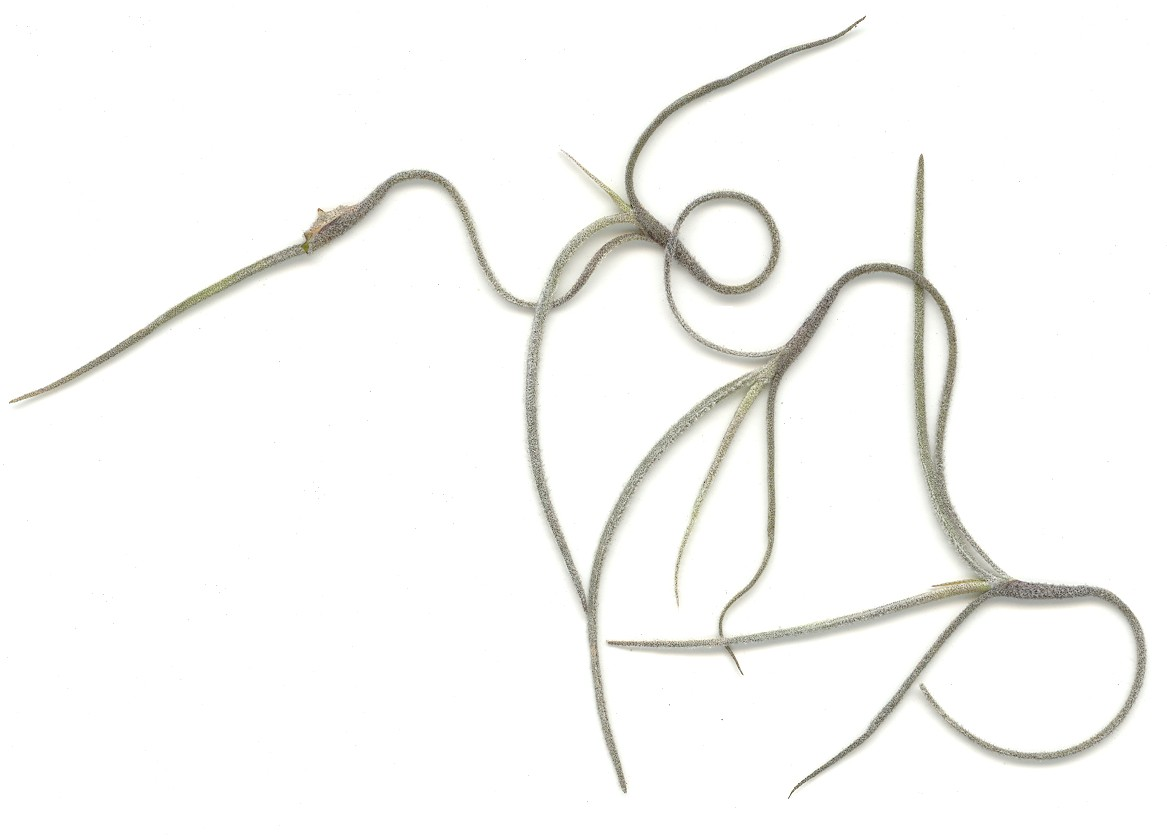
つながり合う3つの植物体
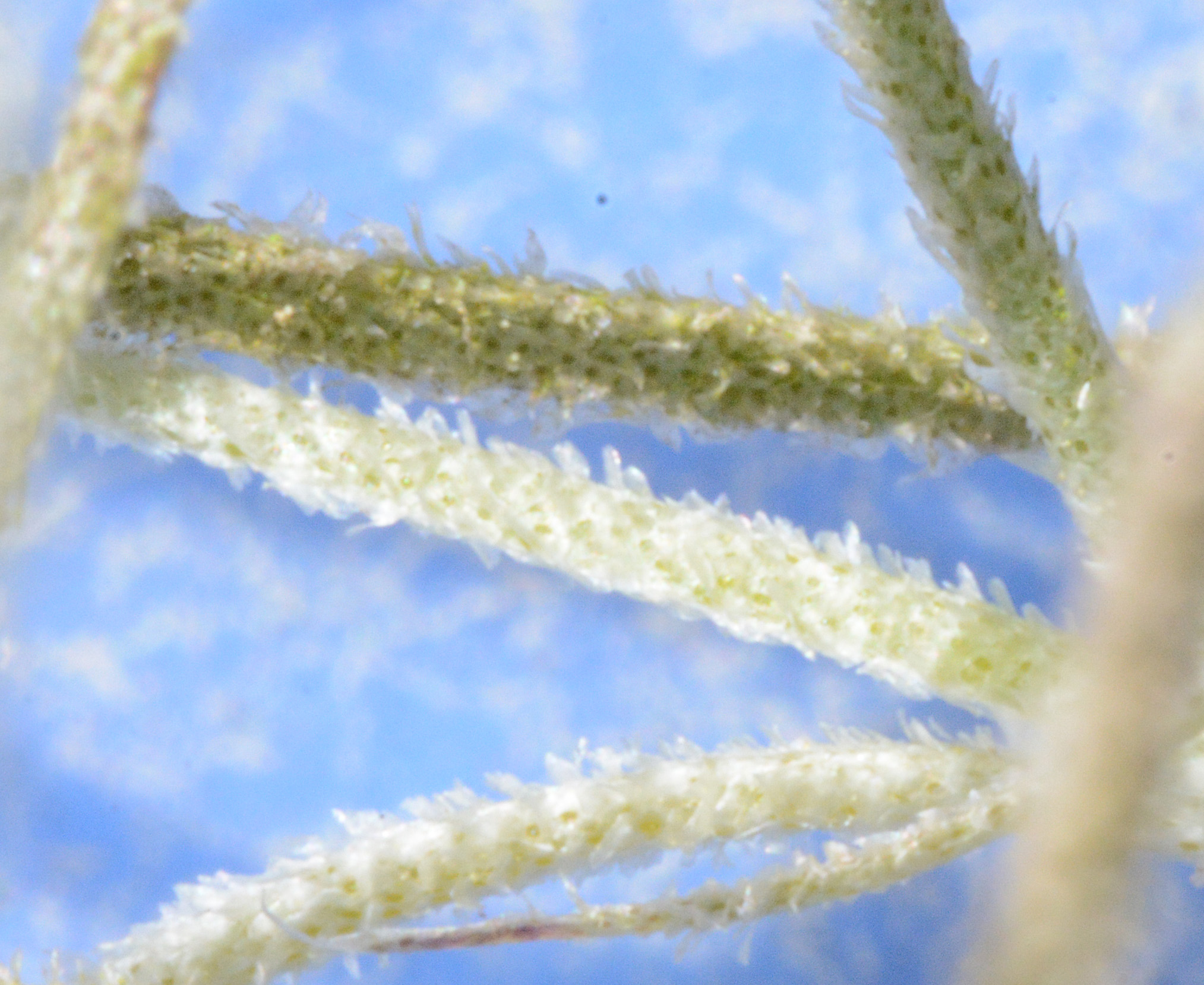
植物体の表面
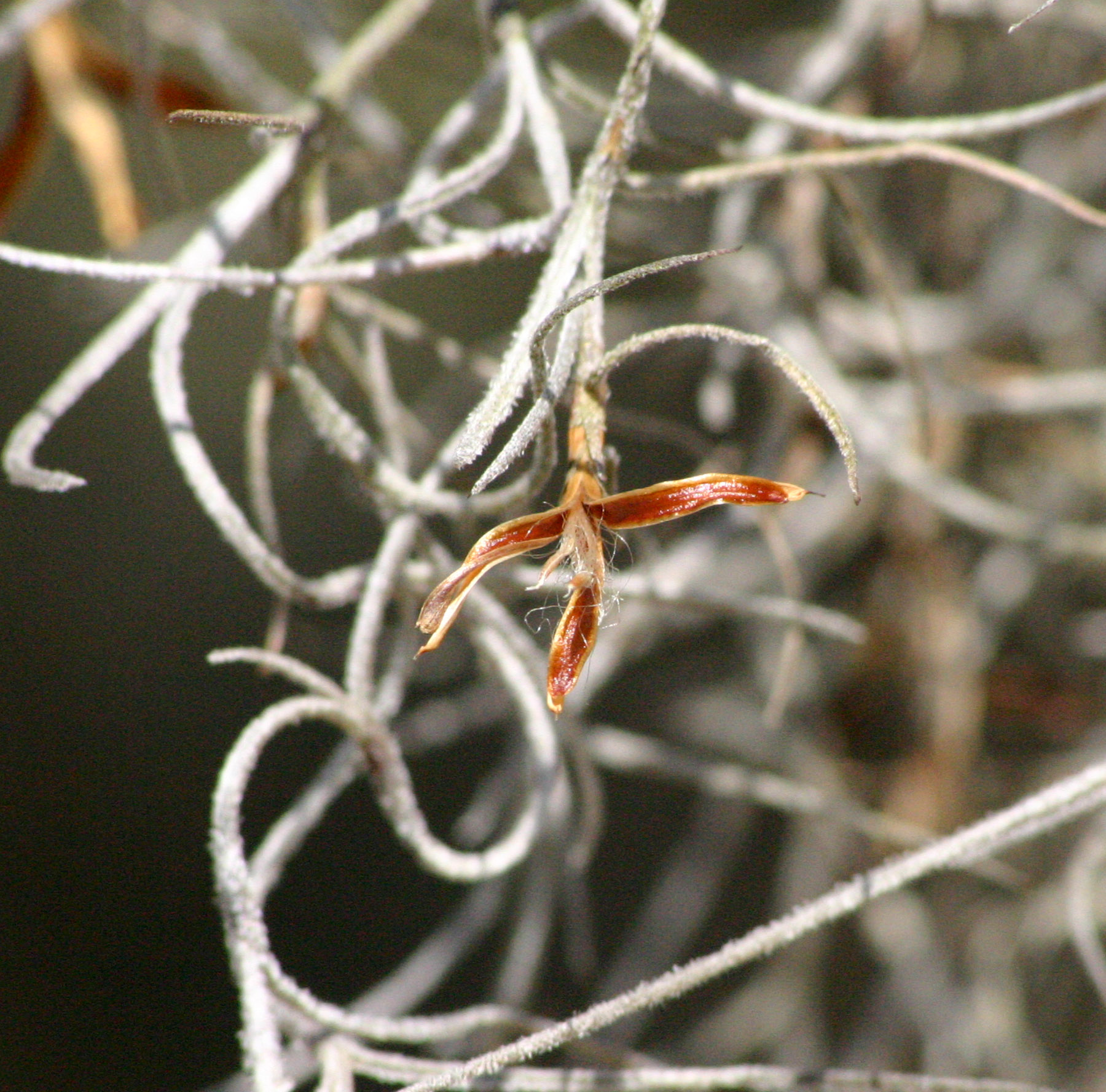
果実が裂けた様子

## 分布と生育環境
アメリカ東南部からアルゼンチン中部に至る広い分布域を持つ。その分布域は本属のみならずこの科でも最大である。その生育環境も幅広く、海岸付近のマングローブ林から山地の雲霧林に及び、標高3300mまでに達するが、特に池や川の側など、湿った生育環境では高密度で見られる。

## 生態
本種が寄生植物であり、付着した樹木を枯らすとの誤解が広く存在するが、これは本種が樹木の外側に広く垂れ下がって目立ち、また枯れ木にも長く付着していることから広まったものと思われる。本種は枝に引っかかって垂れ下がっているだけで、それ以外にはなんの接触も樹木との間に作ってはいない。実際にどのような影響を樹木に与えるかについては判断がむずかしいが高い枝に本種が一面についていて、往々にそれが枯れ枝であったり、その枝に葉が少なかったりすることは見られる。また本種がある程度狭い範囲の木に密集する傾向はあり、これは本種で種子による分散より枝を伸ばしての無性生殖がより多く見られること、これは植物体の一部が風で飛ばされることで起きるが、それが多少重いために強い風でなければ遠くには飛ばないことによる。
本種が着生する樹木にはある程度の選択が見られる。ジョージア州サペロ島での調査ではエノキ属の Celtis laevigata とコナラ属の Quercus virginiana に多く着生し、それらに次いでエンピツビャクシン Juniperus virginiana とモミジバフウ Liquidamber styraciflua にやや多く、それ以外の樹種では少なかったという。実験的に移植した場合にもこれらの種では成長が早く、そうでないものでは低く、極端な例ではモチノキ属の Ilex opaca に移植した例では成長どころかむしろ小さくなった。また樹上の地衣類相が本種の成長に影響を与えることも確認されている。

### 着生への適応
チランジア属の重要な特徴の一つに、その水の確保法がある。この植物はその植物体の全表面が鱗で覆われており、ここで水を確保する。取り入れる水は大気中からのものであり、同時に大気中のほこりなどがとけ込んだものが塩分等の資源として吸収される。また樹木の表面を流れ落ちる水も同様に水と塩類等の供給源となる。
またこの鱗は蒸散を押さえ、樹上での強い日光を反射する役割も担っている。また水分の少ない環境への適応としてこの植物の光合成はCAM型である。この植物は2ヶ月間降雨が無くとも生存が可能である。

## 分類
本属を細分する場合、本種はディアフォランティマ亜属 subgenus Diaphoranthema に含める。
種内に以下の3品種を認めることも行われ、これらをそれぞれ亜種とする説もあった。ただし現在広く認められてはいない。
- f. filiformis：アルゼンチン産でごく葉の細いもの。
- f. ferruginea：アルゼンチンからボリビアに産し葉が短くて短い花茎があるもの。
- f. cretacea：ペルーからアルゼンチンにあり、葉がほぼ真っ白のもの。

## 利用
温室で観賞用に栽培されることもある。その姿がパイナップル科中でもっとも特異であるとも言われる。花は小さすぎて鑑賞価値がない。耐寒性があり、日本でも南部地域では野外で越冬が可能である。同属の所謂エアープランツの流行から、本種もその中に取り上げられることが増えている。
実用面では、クッションの詰め物や梱包のための詰め物として使われることがある。また近年はフラワーアレンジメントへの利用も行われる。
また本種は大気汚染に対する指標生物として利用出来る。この植物はその必要な水や肥料などの全てを大気中から吸収することでまかなうため、大気中の汚染物質をも吸収し、そのためにその成分に大気汚染の状況が反映されるのである。例えば金属性の汚染物質の指標として用いることが出来ることが示されている。

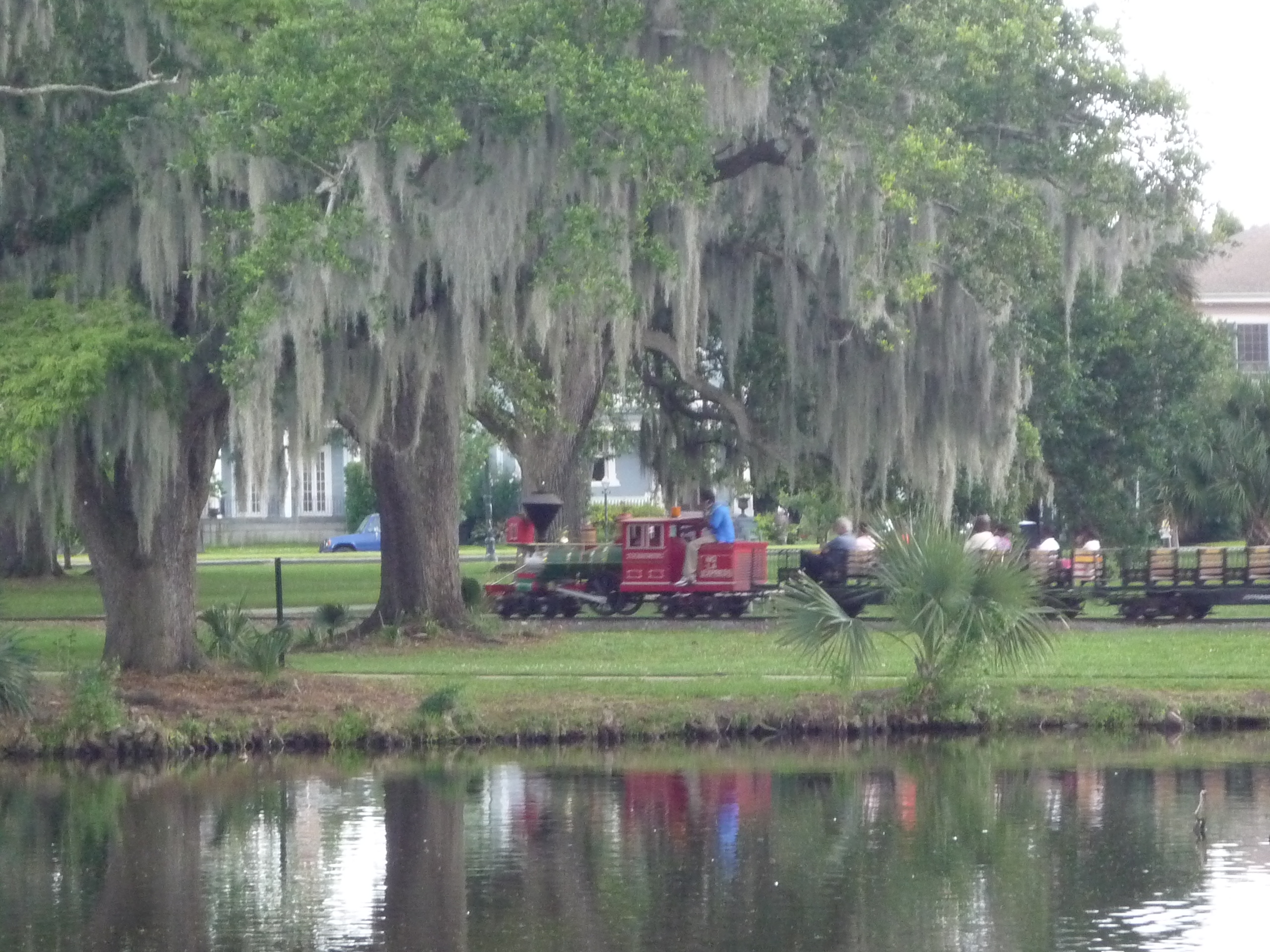
公園の池のそばに群生する様子（ニューオリンズ）
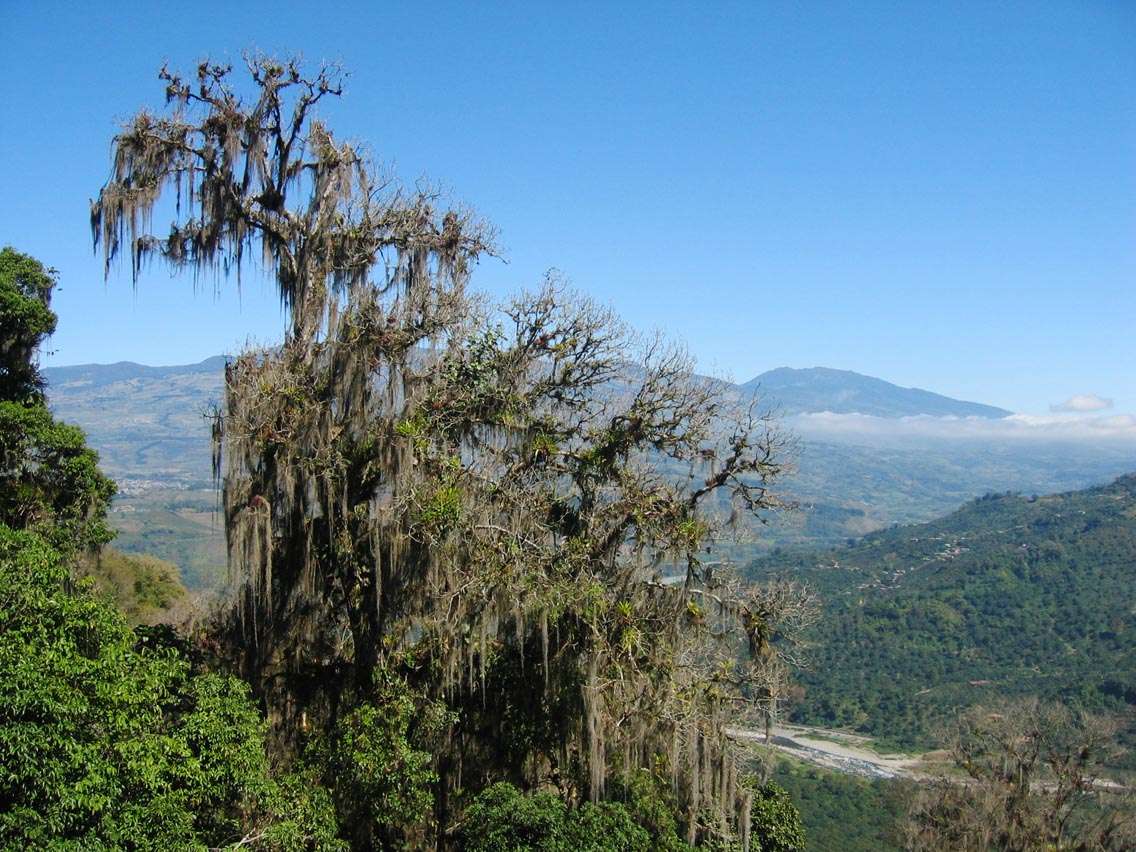
山上の古木に付く様子（コスタリカ）
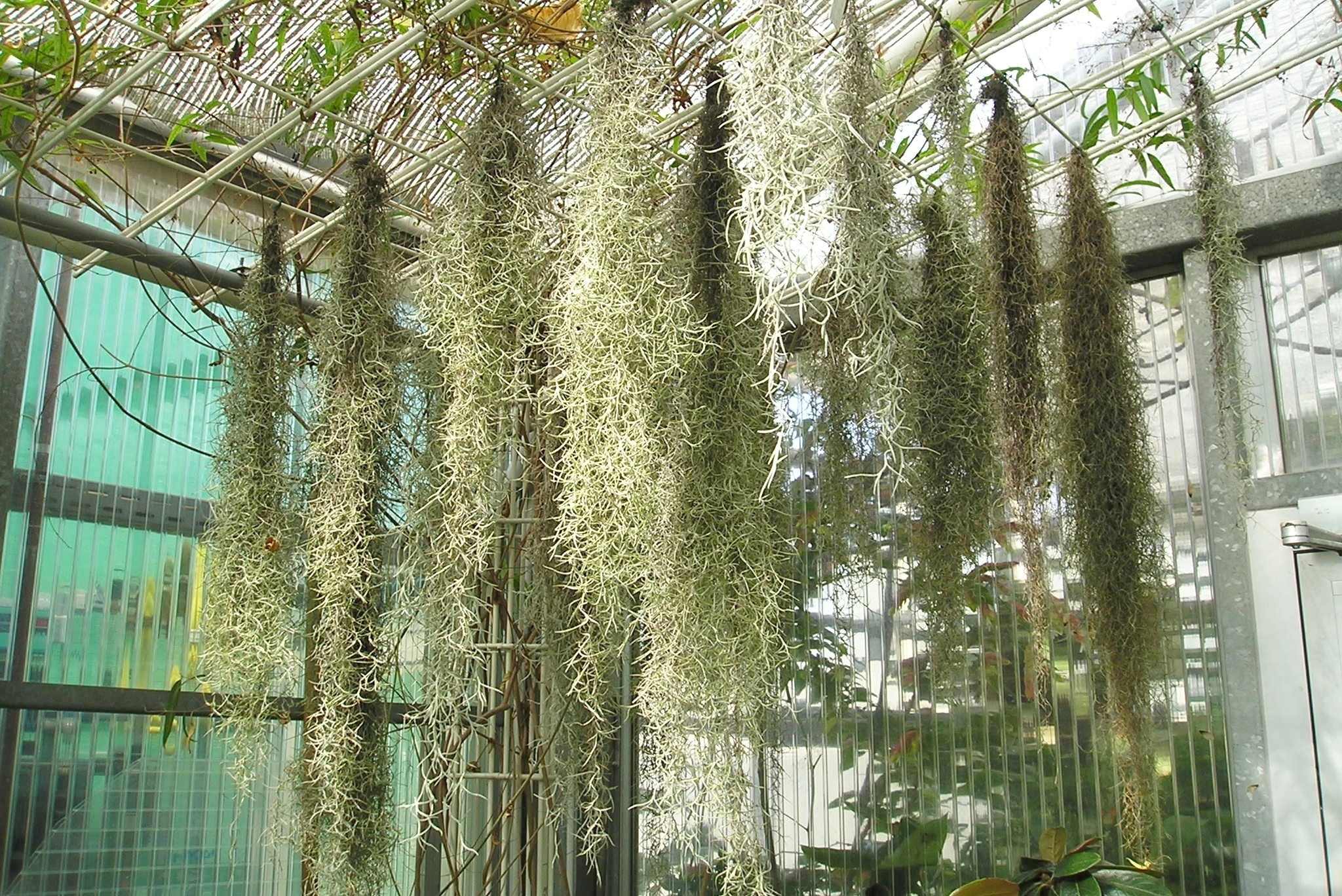
温室で栽培されているもの